# Спрінгв'ю (Небраска)
Спрінгв'ю (англ. Springview) — селище (англ. village) в США, в окрузі Кі-Пего штату Небраска. Населення — 238 осіб (2020).

## Географія
Спрінгв'ю розташований за координатами 42°49′30″ пн. ш. 99°44′51″ зх. д. / 42.82500° пн. ш. 99.74750° зх. д. (42.824883, -99.747541).  За даними Бюро перепису населення США в 2010 році селище мало площу 1,72 км², уся площа — суходіл.

## Демографія
Згідно з переписом 2010 року, у селищі мешкали 242 особи в 121 домогосподарстві у складі 71 родини. Густота населення становила 141 особа/км².  Було 165 помешкань (96/км²).
Расовий склад населення:
| - 100,0 % — білих |

До двох чи більше рас належало 0,0 %. Частка іспаномовних становила 0,4 % від усіх жителів.
За віковим діапазоном населення розподілялося таким чином: 21,9 % — особи молодші 18 років, 48,3 % — особи у віці 18—64 років, 29,8 % — особи у віці 65 років та старші. Медіана віку мешканця становила 50,2 року. На 100 осіб жіночої статі у селищі припадало 77,9 чоловіків;  на 100 жінок у віці від 18 років та старших — 78,3 чоловіків також старших 18 років.
Середній дохід на одне домашнє господарство  становив 49 127 доларів США (медіана — 33 750), а середній дохід на одну сім'ю — 60 924 долари (медіана — 49 167). Медіана доходів становила 32 292 долари для чоловіків та 23 750 доларів для жінок. За межею бідності перебувало 7,6 % осіб, у тому числі 15,9 % дітей у віці до 18 років та 6,8 % осіб у віці 65 років та старших.
Цивільне працевлаштоване населення становило 126 осіб. Основні галузі зайнятості: освіта, охорона здоров'я та соціальна допомога — 23,8 %, сільське господарство, лісництво, риболовля — 21,4 %, транспорт — 9,5 %, будівництво — 9,5 %.